# Etihad Rail
Etihad Rail – przedsiębiorstwo transportowe powołane w celu budowy i eksploatacji linii kolejowych w Zjednoczonych Emiratach Arabskich.
Przedsiębiorstwo Etihad Rail zostało założone w 2009 roku pod nazwą Union Railway Company. Akcjonariuszami w spółce są rząd emiratu Abu Zabi (70%) i rząd federalny ZEA (30%). Partnerem strategicznym Etihad Rail jest Deutsche Bahn.
Etihad Rail jest jedynym operatorem transportu kolejowego w ZEA. W 2014 roku w jej zarządzie była jedna linia kolejowa o długości 266 kilometrów łącząca miejscowości Al-Ruwais i Shah. Tabor kolejowy firmy stanowią specjalnie przystosowane do warunków pustynnych amerykańskie lokomotywy spalinowe EMD SD70ACS oraz chińskie wagony samowyładowcze wyprodukowane przez CSR. Głównym ładunkiem przewożonym przez Etihad Rail jest granulat siarki produkowany przez zakłady petrochemiczne ADNOC.
Etihad Rail planuje budowę 1200 kilometrów linii kolejowych przebiegających wzdłuż kraju od Al-Ghweifat przy granicy z Arabią Saudyjską do Fudżajry nad Zatoką Omańską. Do 2030 roku zamierza ponadto uruchomić przewozy pasażerskie pomiędzy Abu Zabi a Dubajem zespołami trakcyjnymi Sanpiercer.